# Catalina (Chile)
Catalina (en algunas publicaciones, Santa Catalina o Santa Catalina del Norte) fue una antigua localidad chilena, ubicada en el actual territorio de la comuna de Taltal, Región de Antofagasta.
Originalmente una oficina salitrera, tuvo su apogeo durante la época de oro de explotación de nitratos, ocurrida entre fines del siglo XIX y comienzos del siglo XX. Catalina fue una de las oficinas de mayor relevancia de la zona sur de explotación, sirviendo a varias otras oficinas salitreras de la zona al interior de Taltal. En 1920, Catalina contaba con 412 habitantes.
La estación de ferrocarriles de Catalina (hacia el sur del poblado) se ubicaba sobre la línea longitudinal que conectaba todo el norte de Chile, desde Iquique hasta Santiago. Dicha estación servía así como conexión con el Ferrocarril de Taltal que conectaba con dicha ciudad y otras oficinas del sector, como Refresco o Cachinal. Catalina contaba, además, con una maestranza de ferrocarriles.
Cuando la industria del salitre comenzó su declive y muchas oficinas cercanas cerraron, Catalina aumentó levemente su población llegando a los 926 habitantes en el censo de 1940. Sin embargo, la migración de los antiguos mineros hacia otros centros urbanos en busca de oportunidades de trabajo llevó a un dramático descenso, llegando a apenas 205 habitantes en 1950.
Catalina fue cabecera de la comuna del mismo nombre, perteneciente al Departamento de Taltal. Con la regionalización del país en 1979, el Departamento de Taltal desapareció. Las dos comunas que formaban el territorio se fundieron dando lugar a la actual comuna de Taltal.
En la actualidad, el poblado se encuentra totalmente desaparecido, quedando únicamente algunas ruinas de lo que fueron la plaza central, la maestranza de ferrocarriles y algunas otras estructuras.